# Schizymenium cratericola
Schizymenium cratericola là một loài Rêu trong họ Bryaceae. Loài này được (Broth.) Ochyra & Sharp miêu tả khoa học đầu tiên năm 1988.